# Bill Cain
Pour les articles homonymes, voir Cain (homonymie).
Bill Cain, né le 8 février 1948, est un ancien joueur et entraîneur français d'origine américaine de basket-ball. Il a également intégré le Hall of Fame d'Iowa State Cyclones en 2002.

## Clubs
- 1972-1975 :  JA Vichy (Nationale 1)
- 1975-1983 :  SCM Le Mans (Nationale 1)
- 1983-1985 :  Mulhouse (Nationale 1)
- 1985-1988 :  Roanne (Nationale 1)

### Sélection nationale
- 63 sélections en Équipe de France